# Pleistozän
| ❮ | System        | Serie      | Stufe              | ≈ Alter (mya) |
| - | ------------- | ---------- | ------------------ | ------------- |
| ❮ | Q u a r t ä r | Holozän    | Meghalayum         | 0 ⬍ 0,004     |
| ❮ | Q u a r t ä r | Holozän    | Nordgrippium       | 0,004 ⬍ 0,008 |
| ❮ | Q u a r t ä r | Holozän    | Grönlandium        | 0,008 ⬍ 0,012 |
| ❮ | Q u a r t ä r | Pleistozän | Tarantium          | 0,012 ⬍ 0,126 |
| ❮ | Q u a r t ä r | Pleistozän | Ionium (Chibanium) | 0,126 ⬍ 0,781 |
| ❮ | Q u a r t ä r | Pleistozän | Calabrium          | 0,781 ⬍ 1,806 |
| ❮ | Q u a r t ä r | Pleistozän | Gelasium           | 1,806 ⬍ 2,588 |
| ❮ | früher        | früher     | früher             | älter         |

Das Pleistozän (altgriechisch πλεῖστος pleistos „am meisten“ und καινός kainos „neu“) ist ein Zeitabschnitt in der Erdgeschichte. Es begann vor etwa 2,588 Millionen Jahren und endete vor 11.650 Jahren (BP) mit dem Beginn des Holozäns, der Jetztzeit. Somit dauerte das Pleistozän etwa 2,5 Millionen Jahre.
In der Hierarchie der chronostratigraphischen Zeiteinheiten ist das Pleistozän die untere Serie des Quartärs. Dem Pleistozän voraus ging das Pliozän. Traditionell wurde als Grenze des Pliozäns zum Pleistozän ein Alter von 1,8 Millionen Jahren angesehen. Seit dem Jahr 2009 gilt das Gelasium jedoch nicht mehr als jüngster Abschnitt des Pliozäns, sondern als ältester Abschnitt des Pleistozäns. Geprägt ist das Pleistozän vor allem durch den Wechsel von Kalt- und Warmzeiten. Nach Elbe-Kaltzeit, im Alpenraum Günz-Kaltzeit genannt, Elster-/Mindel- und Saale-/Riß-Kaltzeit wird das Pleistozän am Ende der letzten (Weichsel-/Würm-)Kaltzeit vom Holozän abgelöst, der Serie, in der wir heute leben.

## Begriffsverwendung
Bis ins 19. Jahrhundert wurde das Pleistozän mit Bezug auf die Sintflut als Diluvium bezeichnet (lateinisch diluere ‚wegwaschen = überschwemmen‘). Diese Bezeichnung und das dazugehörige Adjektiv diluvial wurden ohne Bezug zur mythischen Sintflut von Geologen noch im 20. Jahrhundert verwendet.
Umgangssprachlich wird das Pleistozän oft mit dem heutigen Eiszeitalter gleichgesetzt. Das känozoische Eiszeitalter begann jedoch schon vor über 30 Mio. Jahren mit der Vergletscherung der Antarktis, während das Pleistozän erst mit der Vergletscherung der Arktis vor ca. 2,6 Millionen Jahren einsetzte.

## Namensgebung und Begriffsgeschichte

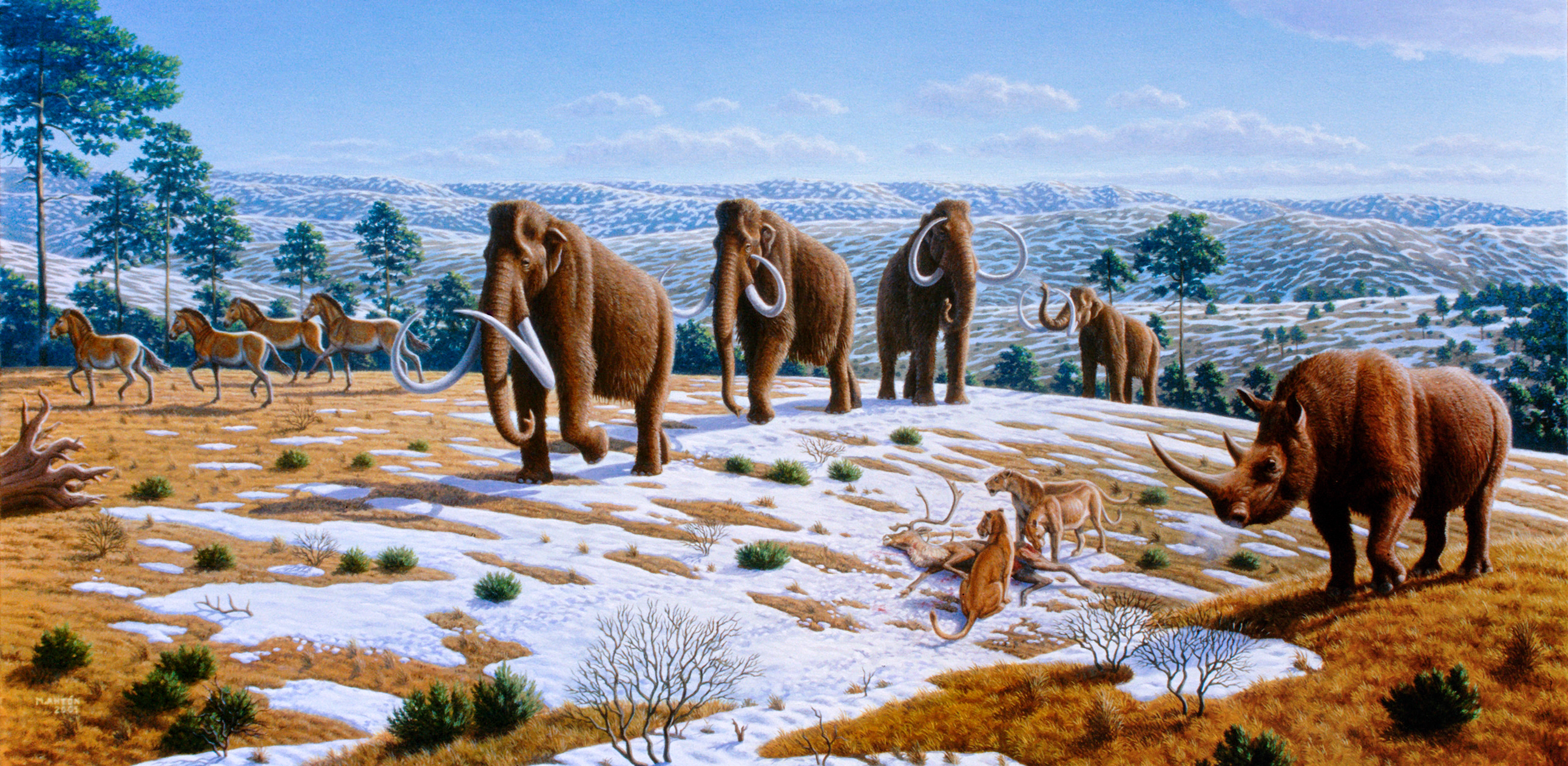
Während langer Perioden des Pleistozäns war das Klima deutlich kälter als heute. Illustration einer spätpleistozänen Landschaft Nordspaniens

Zu Beginn des 19. Jahrhunderts hatte man zwar die chaotischen Ablagerungen in Nordeuropa, Nordwesteuropa und im Alpenraum klar von den darunter liegenden Schichten zu unterscheiden gelernt, die Interpretationen dieser eiszeitlichen Sedimente war jedoch von biblischen Anschauungen geprägt.
Erst nachdem sich die Eiszeittheorie durchgesetzt hatte, ordnete man die jüngsten Ablagerungen dem Quartär zu und untergliederte es in das Diluvium und das Alluvium. Später ersetzte man diese Begriffe durch Pleistozän und Holozän, mit der Folge, dass noch großenteils das Pleistozän mit dem Holozän endet, obwohl dieses als Zwischeneiszeit dazu gehört.
Der Begriff Quartär wurde schon 1829 von Jules Desnoyers vorgeschlagen, um Sedimente im Pariser Becken anzusprechen, die deutlich jünger als die tertiären Ablagerungen waren. Die quartären Schichten waren zwar in bestimmten Beckenlagen sehr mächtig, aber geologisch nur von geringem Alter. Dadurch kam es zu einer sehr ungleichgewichtigen Unterteilung der Erdneuzeit (Känozoikum) in das 63,7 Millionen Jahre dauernde Tertiär und das nur 1,6–1,8 Millionen Jahre dauernde Quartär mit den Epochen Pleistozän und Holozän (geologische Gegenwart). Dieses Ungleichgewicht führte bei der Neufestlegung der geologischen Zeitskala zu einer Ersetzung der Begriffe Tertiär und Quartär durch die Begriffe Paläogen und Neogen mit neuen stratigraphischen Grenzen und Bedeutungen. Die Periode des Neogens umfasste fortan die Epochen Miozän (Beginn vor 23,03 Millionen Jahren), Pliozän (Beginn vor 5,33 Millionen Jahren), Pleistozän (Beginn vor 2,6 Millionen Jahren) und Holozän.
Das Quartär wurde als zwischengeordneter Begriff 2005 wieder eingeführt und umfasst jetzt das gesamte Holozän und das Pleistozän (einschließlich des Gelasiums als ehemaligen jüngeren Abschnitt des Pliozäns).

## Definition gemäß ICS

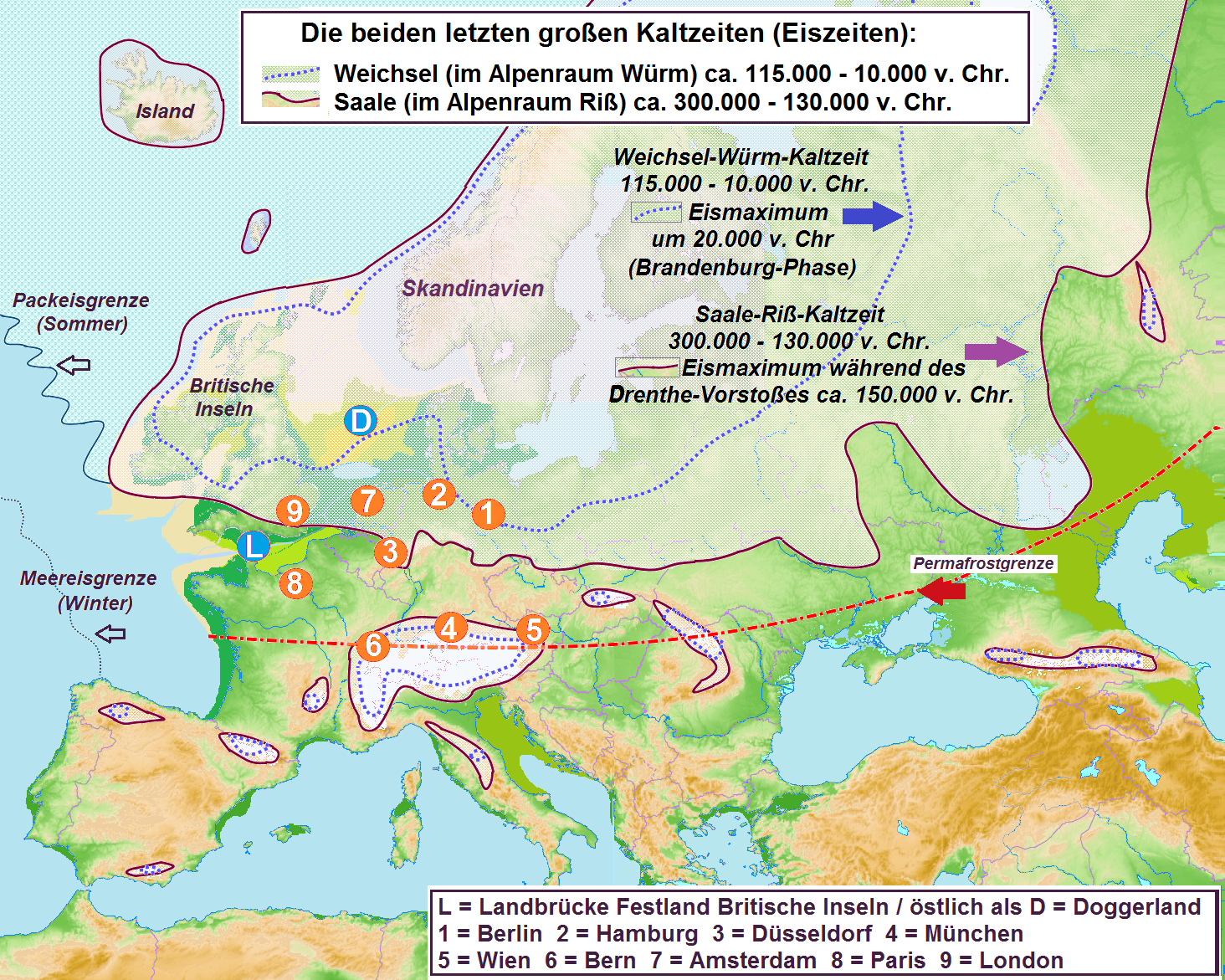
Die beiden letzten Kaltzeiten im Pleistozän: Weichsel-/Würm-Komplex und Saale/Riß-Komplex. Die Gletschervorstöße waren unterbrochen von wärmeren Perioden, in denen sich die archaischen Menschen Europas (der Neandertaler als Nachfolger des Homo heidelbergensis) über die Permafrostgrenze hinaus nach Norden und Nordosten ausbreiteten. Ab etwa 40.000 v. Chr. besiedelte der moderne Cro-Magnon-Mensch diese Gebiete.

Gemäß der Definition der International Commission on Stratigraphy beginnt das Pleistozän magnetostratigraphisch mit der Basis der Polaritäts-Chronozone C2r (Matuyama). Biostratigraphisch beginnt es mit dem Aussterben der Coccolithophoriden Discoaster pentaradiatus und Discoaster surculus. Die untere Grenze des Pleistozäns liegt außerdem innerhalb der Marine Isotope Stage 103. Das Referenzprofil (GSSP) ist am Monte San Nicola, nahe der Stadt Gela, Sizilien, Italien.

## Unterteilung

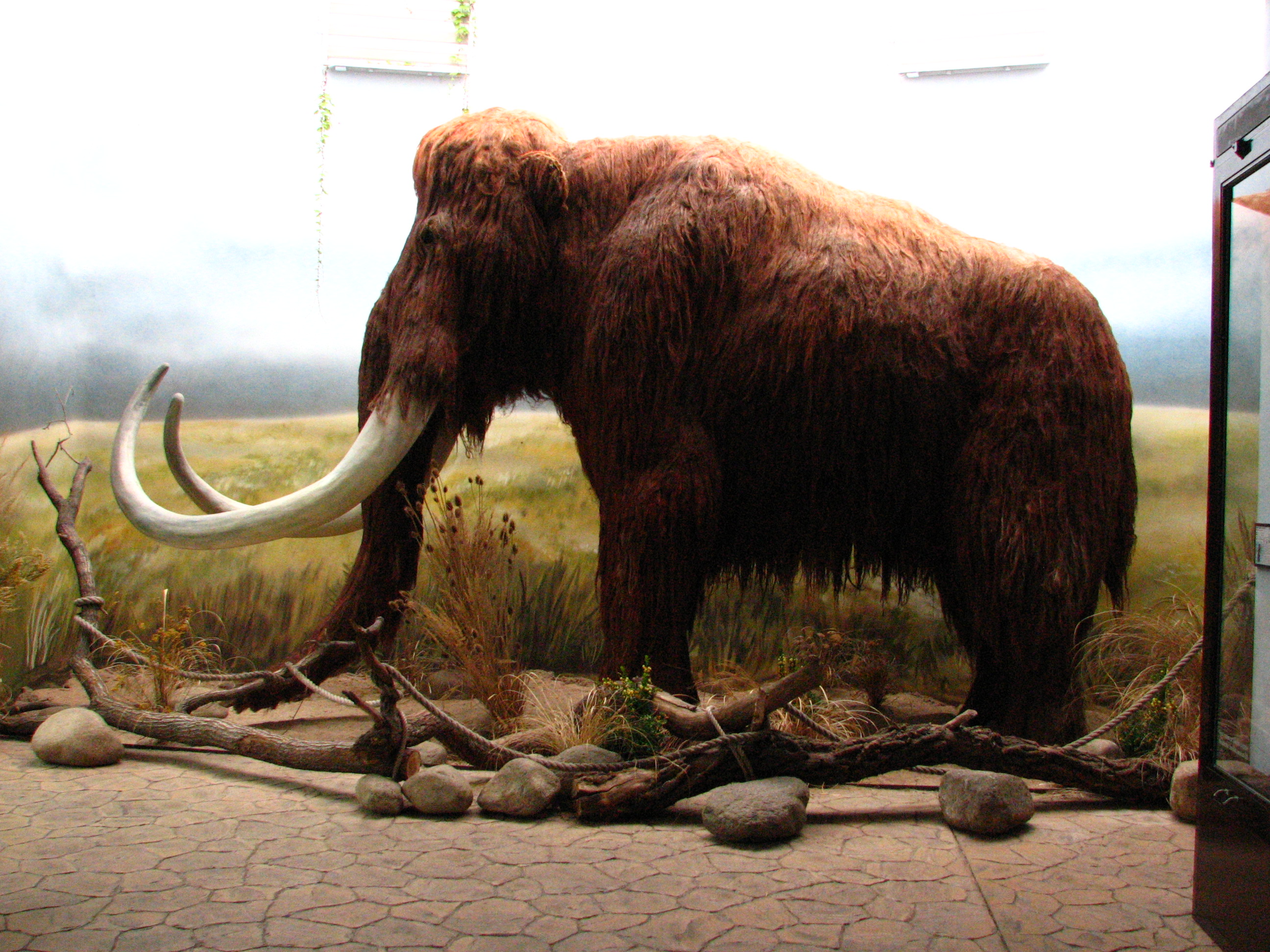
Das Wollhaarmammut ist eine charakteristische Art des Pleistozäns

Das Pleistozän wird auf der geologischen Zeitskala in vier Abschnitte oder chronostratigraphische Stufen eingeteilt. Früher umfasste das Pleistozän drei Stufen (Unter-, Mittel- und Oberpleistozän bzw. Alt-, Mittel und Jungpleistozän). Als Beginn des Pleistozäns und Ende des Pliozäns galt traditionell ein Alter von etwa 1,8 Millionen Jahren. Da das Pleistozän aber vor allem durch den Wechsel des stabilen Klimas hin zu periodisch auftretenden Kaltzeiten definiert ist, und die erste dieser Kaltperioden bereits vor 2,5 Millionen Jahren auftrat, gibt es seit längerem Überlegungen den Beginn des Pleistozäns per Definition zurück zu verlegen. Im Jahre 2009 wurde das Gelasium, das die oberste Stufe des Pliozäns war, durch die IUGS als unterste Stufe zum Pleistozän gestellt. Für die formale Benennung der darauf folgenden Stufen in Ionium und Calabrium liegt bereits ein Vorschlag vor:
- System: Quartär (2.588–0 mya)
  - Serie: Holozän (0.012–0 mya)
  - Serie: Pleistozän (2.588–0.012 mya)
    - Stufe: Jungpleistozän (Tarantium) (0.126–0.012 mya)
    - Stufe: Mittelpleistozän (Ionium oder Chibanium) (0.781–0.126 mya)
    - Stufe: Altpleistozän (Calabrium) (1.806–0.781 mya)
    - Stufe: Gelasium (2.588–1.806 mya)

### Jungpleistozän
Das Jungpleistozän umfasst eine Warmzeit (in Europa Eem-Warmzeit genannt) und eine darauf folgende Vereisungsphase, die letzte Kaltzeit. Die Eem-Warmzeit dauerte nur rund 10.000 Jahre, die Vereisung weiter Teile der Kontinente auf der Nordhalbkugel der Erde mehr als 100.000 Jahre.
Geographisch wird unterschieden in:
- Würm-Kaltzeit (Alpen und des Alpenvorland)
- Weichsel-Kaltzeit (Norddeutschland und Skandinavien)
- Devensische Vereisung (im Bereich der britischen Inseln)
- Wisconsin-Kaltzeit (Nordamerika)

In das Jungpleistozän fällt auch die Kulturentwicklung und Verbreitung des heutigen Menschen. Erste Kunstwerke sind aus dem Mittelpaläolithikum (vor rund 80.000 Jahren) bekannt.

## Fauna

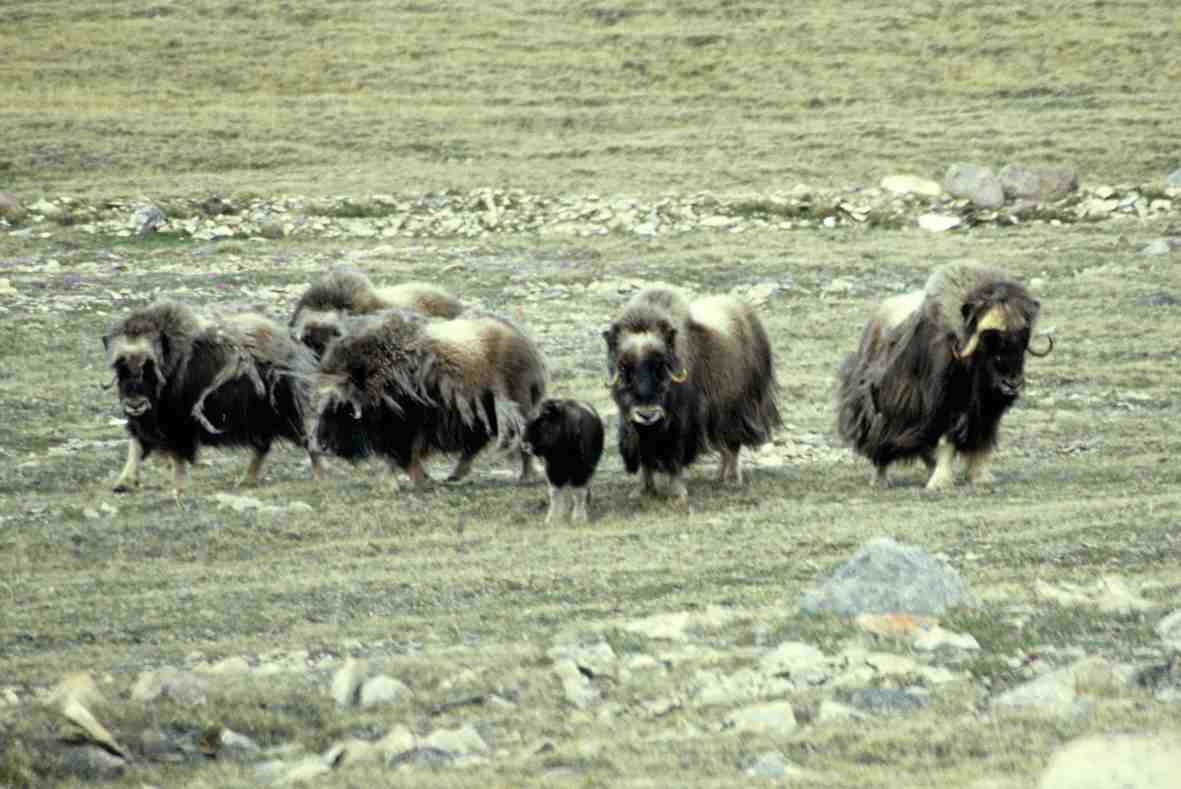
Der Moschusochse entwickelte sich im mittleren Pleistozän aus der Gattung Praeovibos

Die Fauna des Pleistozäns glich der heutigen Fauna schon stark. Die allermeisten Gattungen waren mit den heutigen bereits identisch und im Verlauf dieser Epoche entstanden die meisten der bekannten Arten. Zahlreiche Großtierarten des Pleistozäns verschwanden jedoch im Zuge der quartären Aussterbewelle.

### Eurasien

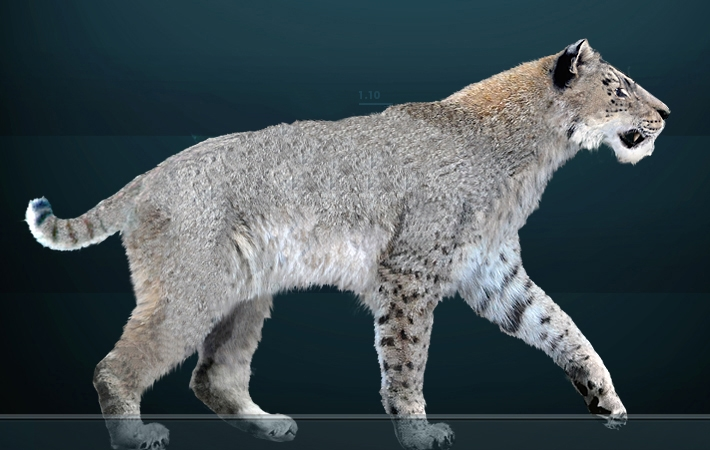
Ging man früher davon aus, dass Homotherium in Europa im Mittelpleistozän verschwand, zeigten neue Funde, dass die Säbelzahnkatze im Nordwesten Europas, ähnlich wie in Amerika auch, bis zum Ende der Epoche vorkam

Typisch für das frühe Pleistozän in Eurasien war das erstmalige Auftreten von Wühlmäusen (Allophaiomys pliocaenicus) mit ständig nachwachsenden, wurzellosen Backenzähnen. Der Erfolg dieser Wühlmäuse ist auch auf das Abkühlen des Klimas und die damit verbundene Ausbreitung von großen Offenlandschaften im Pleistozän zurückzuführen. Zusammen mit den Wühlmäusen breiteten sich weitere Arten aus, die charakteristisch für das beginnende Pleistozän waren. Besonders auffällig waren einige große Huftiere, wie Soergelia, Praeovibos, der Vorfahre des Moschusochsen, der Riesenhirsch Megaloceros und die ersten Bisons. Am Beginn der Epoche gab es noch zahlreiche Gattungen, die bereits im Pliozän vorkamen, aber bald darauf verschwanden. Eine darunter war der Hirsch Eucladoceros, der vom Riesenhirsch ersetzt wurde, eine andere war Leptobos, ein großer Hornträger, der durch Bisons und Vorläufer der Auerochsen ersetzt wurde. Ebenso waren die Säbelzahnkatzen Megantereon und Homotherium sowie die Hyäne Pachycrocuta bereits im Pliozän verbreitet. Während Megantereon und Pachycrocuta im Mittelpleistozän ausstarben, scheint Homotherium bis zum Ende der Epoche in Europa überlebt zu haben. Auch Hunde der Gattung Canis und Pferde der Gattung Equus sowie die ersten Pantherkatzen (Panthera) und Mammute (Mammuthus) existierten zumindest seit dem späten Pliozän. Auch der eurasische Puma (Puma pardoides) ist seit mindestens 2,1 Millionen Jahren in Eurasien verbreitet. Im frühen Pleistozän erschienen darüber hinaus erstmals Elche (Prealces, Alces), die vermutlich aus der Gattung Libralces hervorgingen, sowie die Rentiere (Rangifer). Außerdem waren im Frühpleistozän unter den Paarhufern neben heutigen Gattungen verschiedene Schweine (Sivachoerus, Hippohyus, Tetraconodon) in Eurasien verbreitet. Ebenfalls im frühen Pleistozän kam der riesige Biber Trogontherium vor. Unter den Primaten Südasiens fällt neben heutigen Formen wie Makaken, Schlankaffen (Presbytis), Gibbons (Hylobates) und Orang-Utans (Pongo) der riesige Affe Gigantopithecus auf. Orang-Utans waren im Pleistozän viel weiter verbreitet als heute. Ihre fossilen Überreste finden sich von Java bis Südchina. In Europa waren Primaten unter anderem durch Makaken (Macaca) verbreitet. Am Beginn des frühen Pleistozäns erschienen erstmals Hominiden an den Rändern Europas. In Dmanissi im heutigen Georgien wurden Reste von Vormenschen der Gattung Homo gefunden, die etwa 1,8 Millionen Jahre alt sind.
Unter den Mardern kamen im Pleistozän neben den heutigen Gattungen auch einige weitere vor, darunter Baranogale und Oxyvormela als Bandiltisse sowie die Grisons Pannonictis und Enhydrictis. Unter den Bären waren im Frühpleistozän auch noch Agriotherien verbreitet. Schwarzbären waren mit Ursus thibetanus mediterraneus in Warmzeiten bis Südeuropa und Mitteleuropa verbreitet. Der Eisbär erschien dagegen als sehr junge Art erstmals im Jungpleistozän.

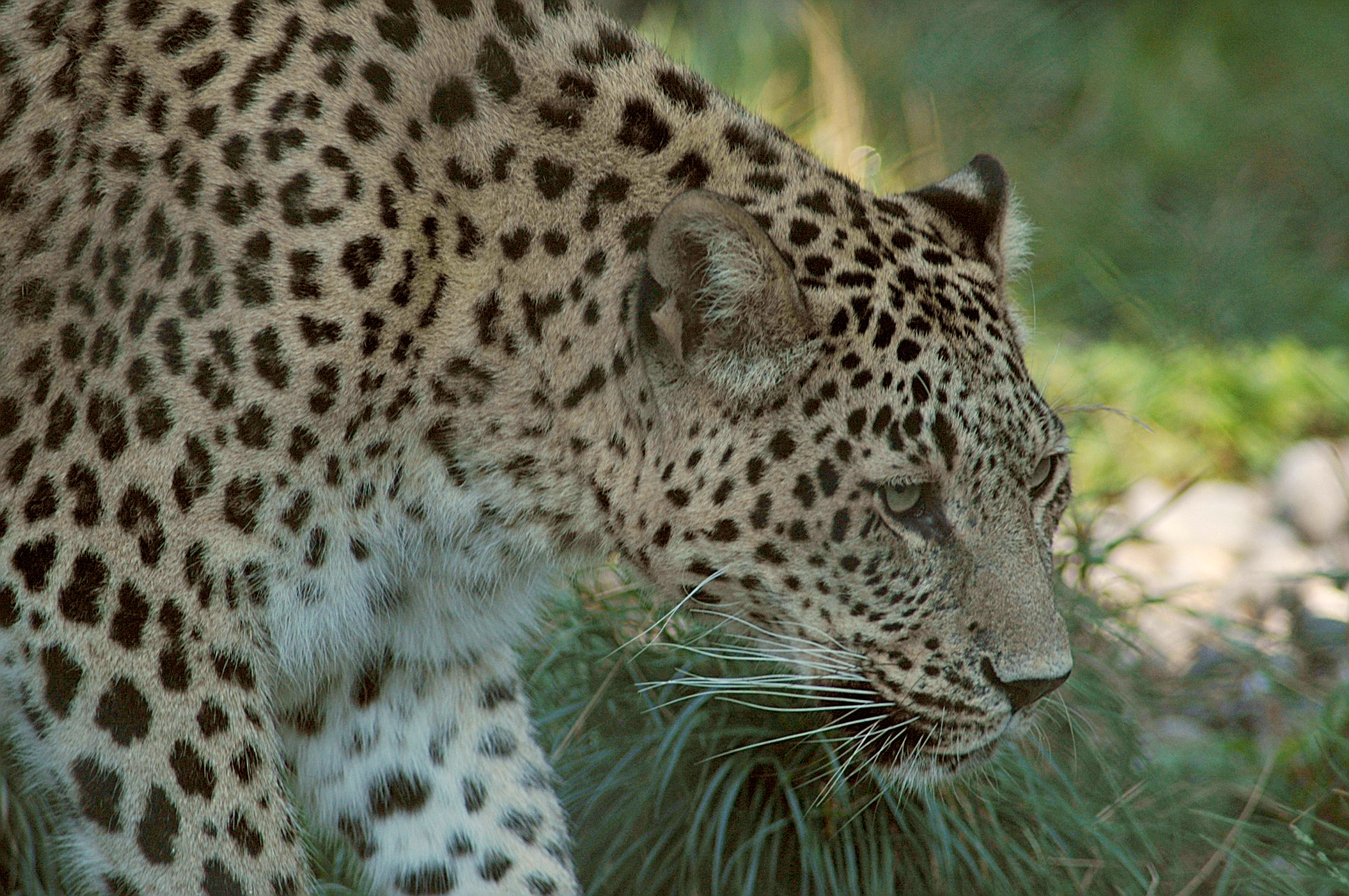
Bis ins Spätpleistozän kam der Leopard auch in Mitteleuropa vor

Viele heutige Formen waren im Pleistozän viel weiter verbreitet. Der Bambusbär war in Ostasien sehr weit verbreitet. Marderhunde und Rothunde (Cuon) erreichten Europa, während sie jetzt auf Asien beschränkt sind. Vorübergehend waren die afrikanischen Warzenschweine Metridichoerus und Phaccochoerus in Vorderasien verbreitet. Flusspferde (Hippopotamus), Wasserbüffel (Bubalus), Damhirsche (Dama), Moschusochsen (Ovibos), Rentiere (Rangifer), Saigaantilopen (Saiga), Thare (Hemitragus), Löwen und Leoparden waren phasenweise sehr weit verbreitet und erreichten Mitteleuropa. Flusspferde der Gattung Hippopotamus lebten auf Mittelmeerinseln, in Südostasien lebten Flusspferdarten der Gattung Hexaprotodon. Kamele (Paracamelus, Camelus) waren bis Osteuropa verbreitet. Die frühen Bisons waren im Altpleistozän durch Bos schoetensacki in den Wäldern und Bos priscus in den Steppen verbreitet. Der heutige Waldwisent (Bos bonasus) erschien erst im Jungpleistozän. Die Tapire verschwanden im frühen Pleistozän aus Europa, die Chalicotherien aus Asien sowie aus Afrika und damit endgültig. Nashörner sind neben heutigen Gattungen (Rhinoceros, Dicerorhinus) bis ins späte Pleistozän durch Wollnashörner (Coelodonta) und die Gattung Stephanorhinus vertreten. Die Elasmotherien überlebten zumindest bis ins Mittelpleistozän. Die Mammuts (Mammuthus) entwickelten sich aus dem Südelefant über das Steppenmammut zum Wollhaarmammut, während die Mammutiden und urtümlichen Elefantenverwandten mit Mammut und Anancus im frühen Pleistozän aus Eurasien verschwanden. Neben den heutigen Asiatischen Elefanten der Gattung Elephas waren im Pleistozän Eurasiens auch Rüsseltiere der Gattungen Stegodon und Palaeoloxodon verbreitet.
Im mittleren Pleistozän vor rund 500.000 Jahren erreichten Vormenschen während milder Klimaphasen erstmals Breitengrade um 45° N. Während der Weichsel-Kaltzeit im späten Pleistozän vor etwa 40.000 Jahren wanderte der anatomisch moderne Mensch (Homo sapiens) in Europa ein und verdrängte den vorher dort heimischen Neandertaler.
Am Ende des Pleistozäns verschwanden zahlreiche Großtierarten Eurasiens im Zuge der weltweiten quartären Aussterbewelle. Zu den ersten Arten, die verschwanden, zählten das Waldnashorn und der Europäische Waldelefant, zu den letzten das Wollnashorn und der Riesenhirsch. Der Höhlenbär starb etwas früher aus. Bis ins Holozän überlebt hat zumindest gebietsweise das Wollhaarmammut.

### Afrika
Neu sind für das Pleistozän Afrikas Pferde der Gattung Equus, die am Beginn der Epoche die letzten Hipparionen des Pliozäns (Eurygnatohyippus) ersetzten. Neben zahlreichen Gattungen die noch auf dem afrikanischen Kontinent verbreitet sind, kamen am Beginn des Pleistozäns darüber hinaus auch Dinotherien (Deinotherium), Chalicotherien (Ancylotherium), Säbelzahnkatzen (Megantereon, Homotherium), Metailurine Katzen (Dinofelis), große Schliefer (Gigantohyrax), und Rindergiraffen (Sivatherium) vor. Diese Relikte aus dem Pliozän starben alle im frühen Pleistozän aus. Neben Elefanten der Gattung Loxodonta, zu der die heutigen Afrikanischen Elefanten zählen, existierte im Pleistozän Afrikas auch die auf Asien beschränkte Gattung Elephas. Die Mammuts (Mammuthus) waren dagegen offenbar bereits verschwunden und brachten stattdessen in Eurasien und Nordamerika eine größere Formenfülle hervor. Pleistozäne Gattungen die nicht mehr vorkommen, umfassen darüber hinaus Rinder der Gattung Pelorovis, Riesenkuhantilopen (Megalotragus), Antilopen (Parmularius), Wasserböcke (Menelikia), große Warzenschweine (Metridichoerus, Notochoerus) und Primaten (Dinopithecus). Einige Formen wie das Breitmaulnashorn und der Dschelada, die in historischer Zeit auf relativ kleine Areale beschränkt waren, erreichten im Pleistozän eine sehr viel weitere Verbreitung. Nördlich der Sahara traten auch Wollhaarnashörner, Riesenhirsche, Auerochsen, Wildesel, Damhirsche und Rothirsche auf. Kamele der Gattung Camelus erreichten im Pleistozän von Norden her kommend zumindest Ostafrika.

### Australien

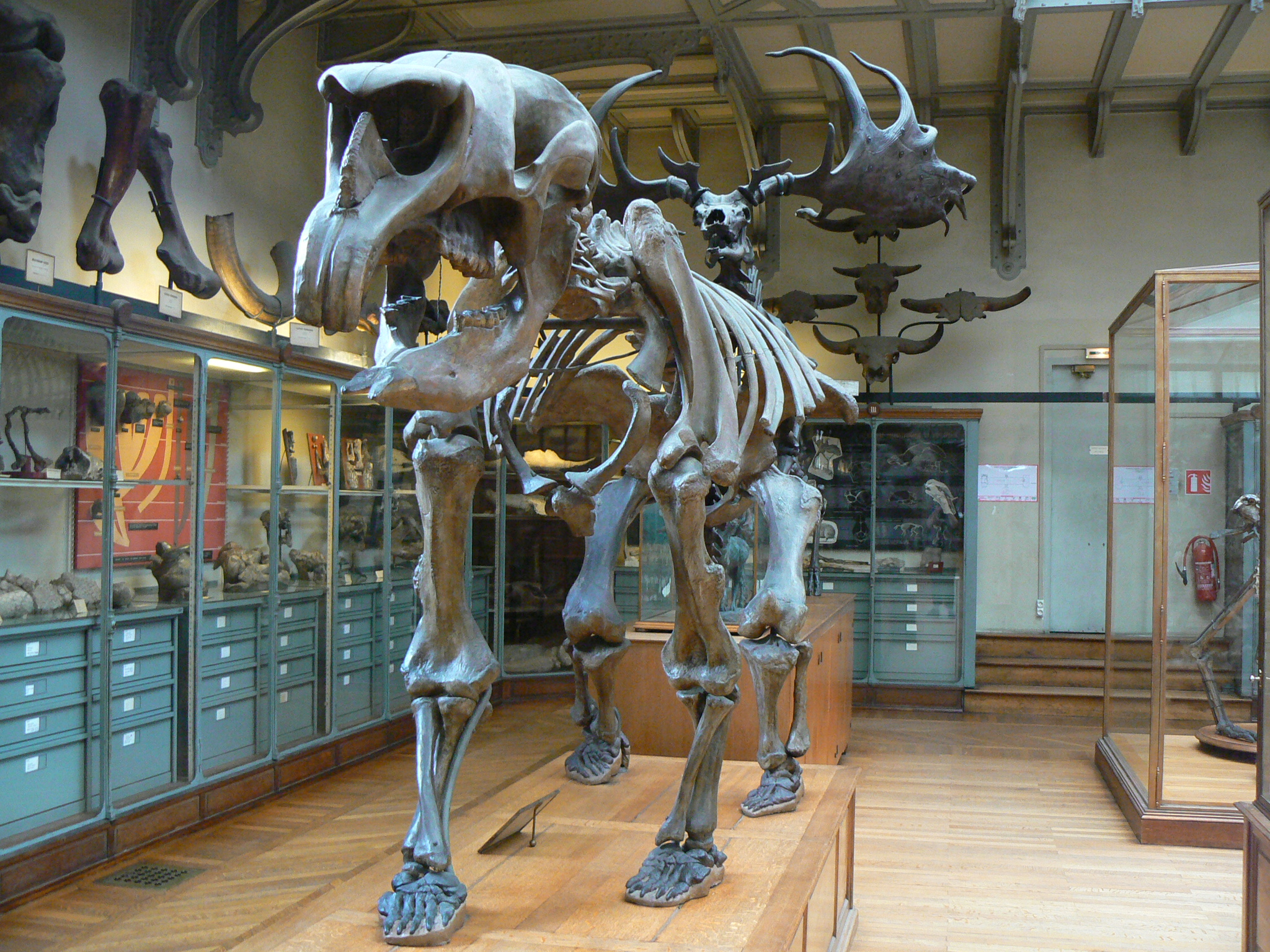
Skelett eines Diprotodon, im Hintergrund ein eurasischer Riesenhirsch

Auch Australien beherbergte im Pleistozän eine reichhaltige Großtierfauna. Dazu zählten riesige Pflanzenfresser wie Diprotodon, der Beuteltapir Palorchestes und verschiedene große Kurzschnauzenkängurus (Procoptodon) ebenso wie Beutellöwen, Riesenrattenkängurus (Propleopus), Riesenwarane Megalania, Bodenkrokodile (Quinkana) und Donnervögel Genyornis. Vor rund 50.000 Jahren erreichte erstmals auch der Mensch (Homo sapiens) den abgelegenen Kontinent. Die meisten dieser Großtier-Gattungen dürften etwa um diese Zeit ausgestorben sein.

### Amerika

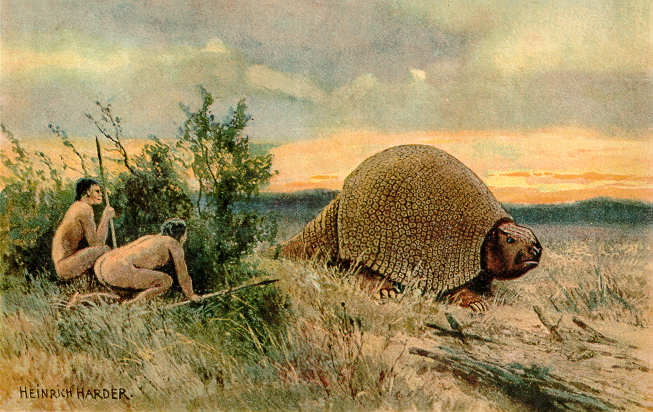
Ureinwohner Amerikas belauern einen Glyptodonten (Illustration)

Nord- und Südamerika waren seit dem Pliozän durch eine Landbrücke verbunden. Der Amerikanische Doppelkontinent beherbergte durch das gesamte Pleistozän hindurch eine Fauna, die sich neben den heutigen Arten oder deren Vorläufern zusätzlich durch eine große Zahl auffälliger Großtierarten auszeichnete. Dazu gehörten in Nordamerika Mammute, Mammutiden, Kamele, Helm-Moschusochsen, Buschochsen, Amerikanische Löwen, Direwölfe. In Südamerika lebten Toxodonten, Macrauchenien und Gomphotherien. Auf beiden Kontinenten waren Säbelzahnkatzen, Riesenfaultiere und Riesengürteltiere (Glyptodon) vertreten. Am Ende des Pleistozäns, während eines engen Zeitrahmens (vor rund 12.000 Jahren) verschwanden alle diese Arten. Die heutige Fauna wird im Wesentlichen durch die Überlebenden dieses Massensterbens repräsentiert. Etwa um diese Zeit erschien auch erstmals der Mensch in Amerika.